# Рододендрон Чоноски
Рододе́ндрон Чоноски, или Рододендрон Чоносуке (лат. Rhododendron tschonoskii) — вид растений из рода Рододендрон семейства Вересковые.

## Название

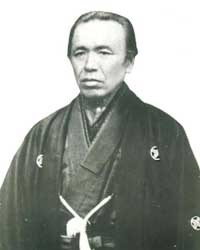
Сугава Тёносукэ

Вид был описан в 1871 году российским ботаником Карлом Ивановичем Максимовичем (1827—1891) и назван им в честь японского ботаника Сугавы Тёносукэ (Chōnosuke Sugawa, другой вариант написания — Tschonoski Sukawa; 須川長之助, 1842—1925), который был верным помощником Максимовича во время его работы в Японии.

## Распространение
Встречается на Курильских островах, в частности — на Кунашире в окрестностях посёлков Алёхино и Головнино, у озера Горячее.
Растет на россыпях и горных склонах вместе с низкорослой ветровой формой ели Глена и в лиственничных лесах.

## Биологическое описание
Представляет собой ветвистый прямостоячий кустарник высотой 1 — 1,2 м. Молодые побеги покрыты ржавыми волосками. Листья яйцевидно-ланцетной формы либо узколанцетные (1-2,3 см в длину, 0,3-0,8 см в ширину), остроконечные, с обеих сторон покрыты прижатыми ржавыми волосками. Листья скрученные у концов побегов, опадают на зиму.
Цветки белые, мелкие (до 1 см в диаметре), от 2 до 6 на концах побегов. Цветет в июле.
Плоды созревают в сентябре.

## В культуре
В культуре с 1878 года. Цветки мало декоративны, листья осенью окрашиваются в яркие красные и оранжевые тона.
В ГБС был привезён саженцами 0,4 м высотой из природных местообитаний острова Кунашир. К началу зимы побеги одревеснели на 25%. Погиб в зиму 1968/69 г. после пересадки.  